# اغتصاب بروسربينا
اغتصاب بروسربينا عبارة عن مجموعة نحتية كبيرة من الرخام الباروكي للفنان الإيطالي جان لورينزو برنيني، تم تنفيذها بين عامي 1621 و 1622. كان برنيني يبلغ من العمر 23 عامًا فقط عند اكتمال التمثال.تصور اختطاف بروسربينا، التي أخذت من قبل الإله بلوتو إلى العالم السفلي. كلمة «اغتصاب» هي الترجمة التقليدية للكلمة اللاتينية «رابتوس» والتي تعني «تم الاستيلاء عليها» أو «نُقلت»، ولا تشير تحديدًا إلى عنف جنسي.